# Oxhill, Durham
Oxhill är en ort i civil parish Stanley, i kommunen Durham i grevskapet Durham, i England. Oxhill var en civil parish 1894–1916 när blev den en del av Stanley. Civil parish hade 4 436 invånare år 1911.